# 毛边卷柏
毛边卷柏（学名：Selaginella chaetoloma）为卷柏科卷柏属下的一个种。

## 扩展阅读
- 維基物種上的相關：毛边卷柏